# Polisens grader i Bangladesh

Polisens märke i Bangladesh

Polisens grader i Bangladesh visar den hierarkiska ordningen inom polisen i Bangladesh.

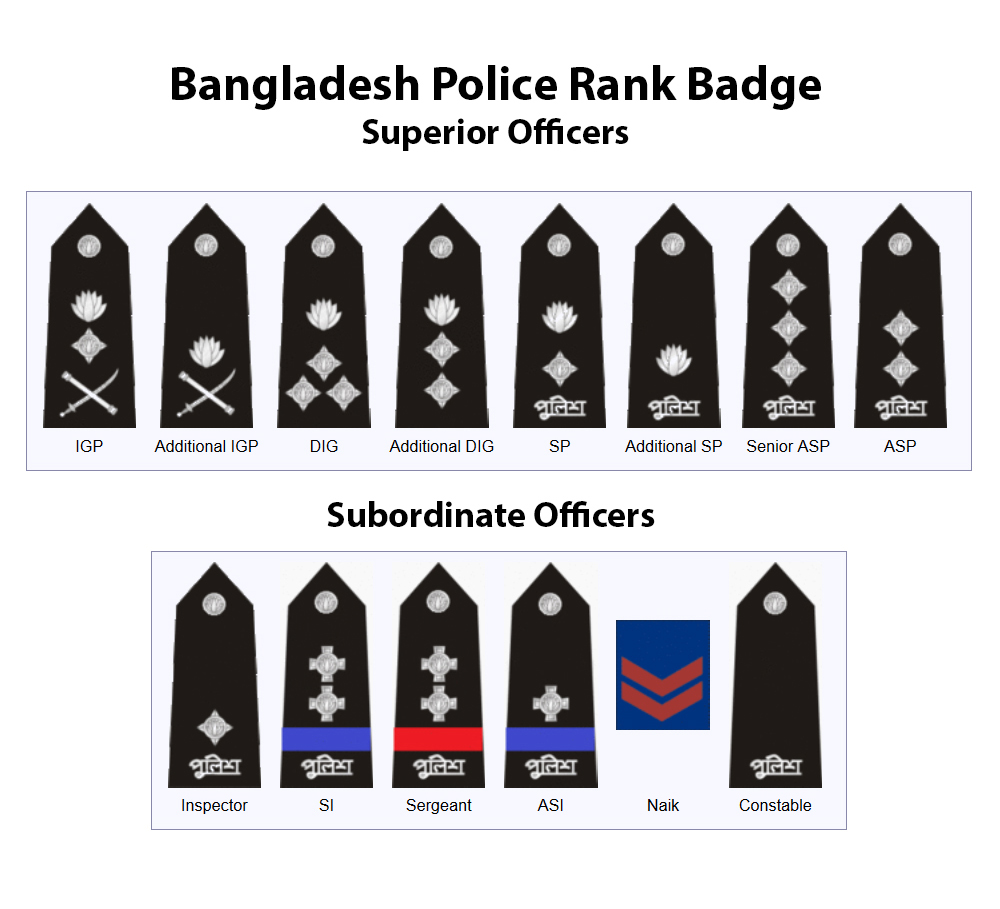
SUPERIOR OFFICERS: IGP = Inspector General; Additional IGP = Additional Inspector General; DIG = Deputy Inspector General; Additional DIG = Additional Inspector General; SP = Superintendent; Additional SP = Additional Superintendent; Senior ASP = Senior Assistant Superintendent; ASP = Assistant Superintendent
SUBORDINATE OFFICERS: Inspector; SI =Sub-Inspector; Sergeant; ASI = Assistant Sub-Inspector; Naik; Constable.

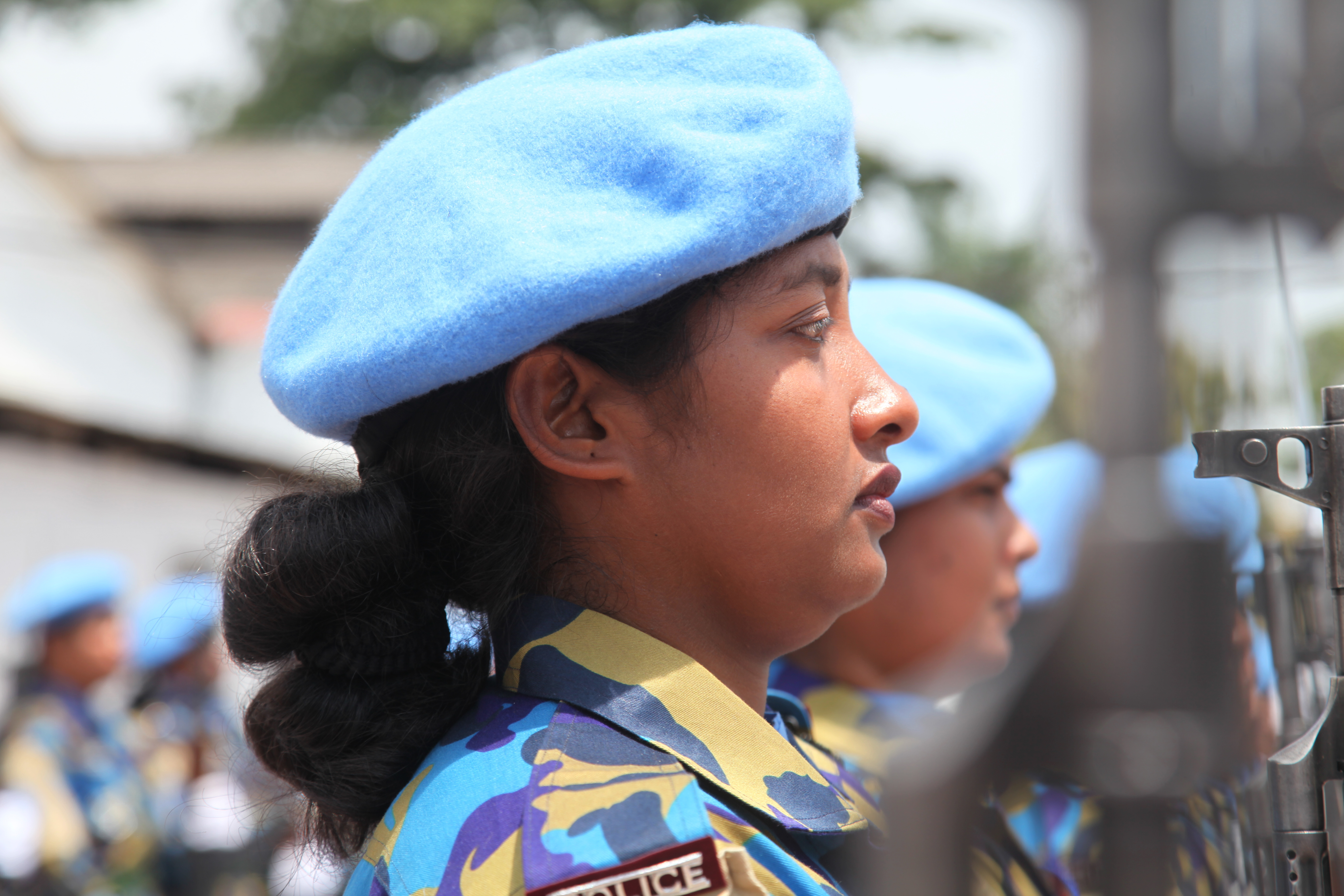
Polis i Bangladesh

## Jämförelse med militära grader

Grader och gradbeteckningar i Rapid Action Battalion, med motsvarande grader i krigsmakten och polisen.

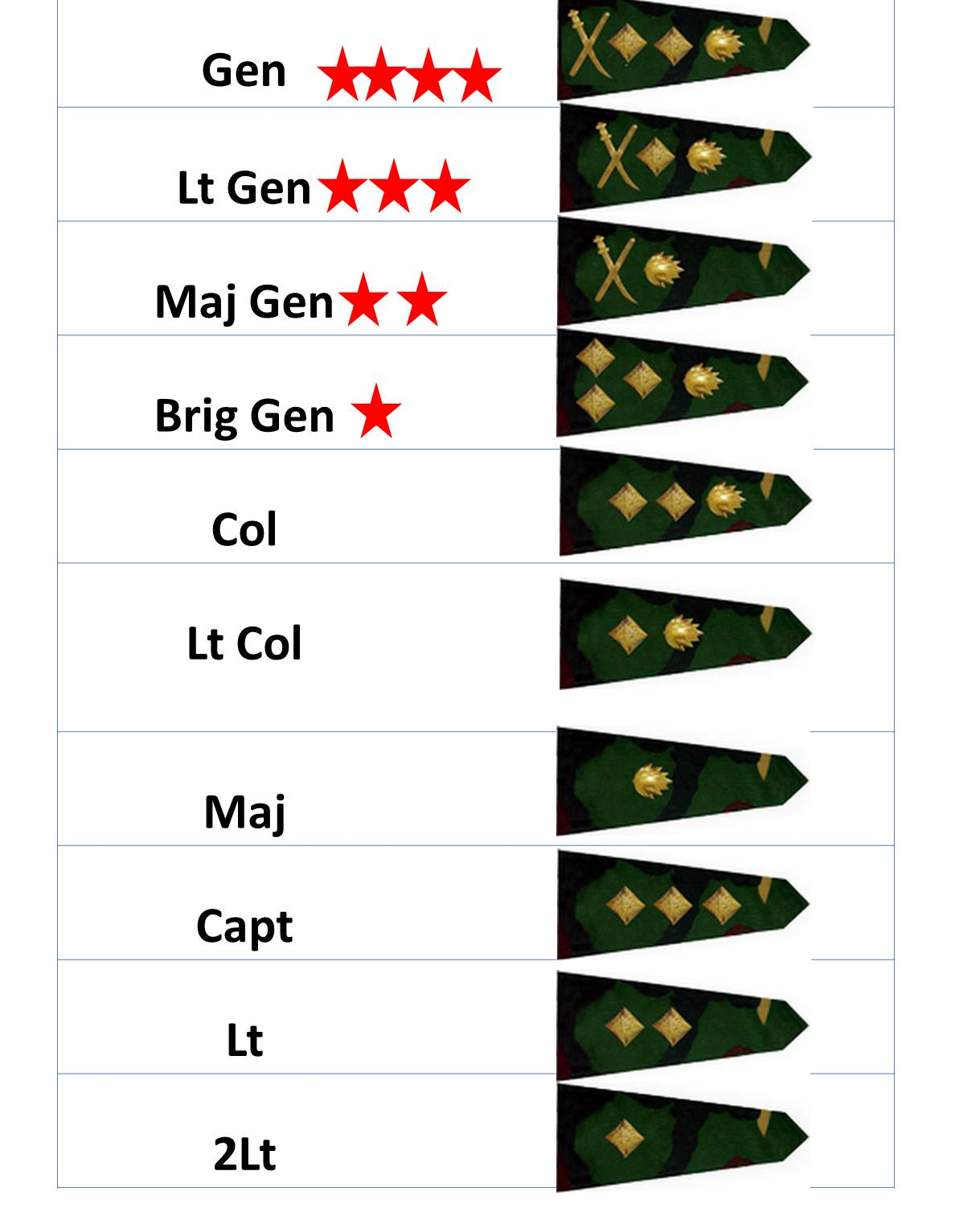
Officers

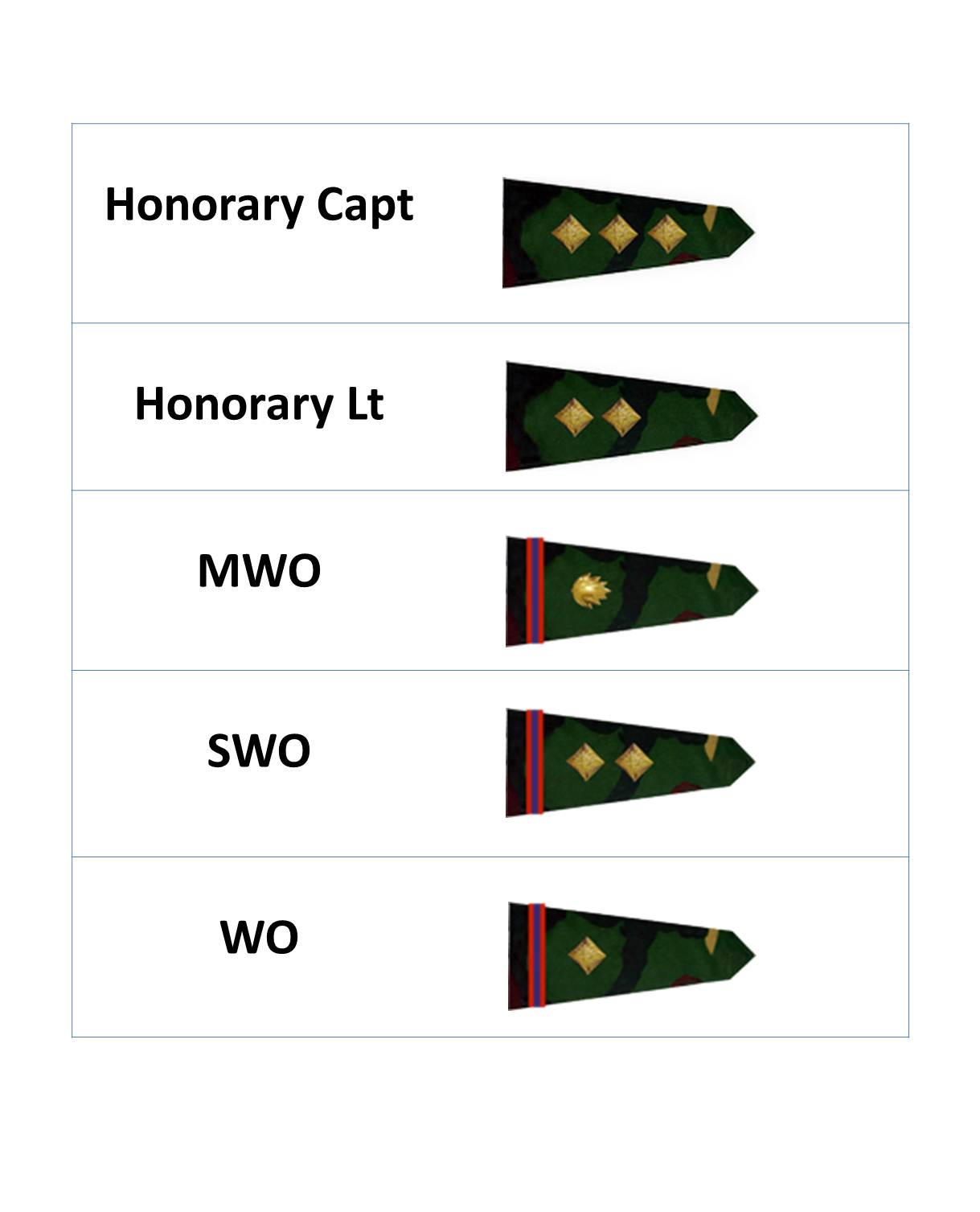
Junior Commissioned Officers